# Tetraedro del derecho
El tetraedro del derecho (o la pirámide del derecho) es una alegoría de las leyes y de las instituciones que las crean y aplican, introducida en el artículo La filosofía y el derecho, de Juan José Luetich. Su justificación se encuentra en varios escritos filosóficos publicados previamente, en los que el autor primero identifica tres formas del pensamiento con palabras, luego expone una teoría del conocimiento y por último enumera los problemas que surgen cuando en un mismo universo las definiciones son hechas por más de un individuo. El derecho es la solución que la civilización ha dado a esos problemas cuando el universo es la polis.
El párrafo donde se hace uso de la figura retórica es el siguiente: 

El derecho es un tetraedro (pirámide de base triangular) que se apoya en la ﬁlosofía y las humanidades, y tiene tres costados: el de los que hacen las leyes, es decir, generalizan (legisladores); el de los que las aplican a casos particulares (jueces); y el de los que hablan en nombre de las partes (abogados).

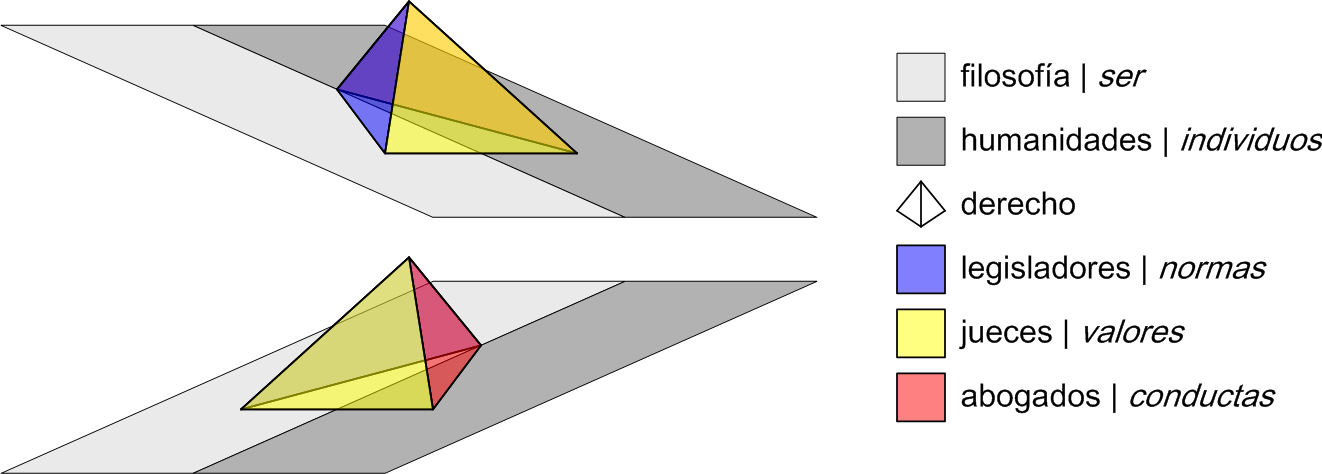
Representación del tetraedro del Derecho.

La representación incluye dos vistas de un tetraedro apoyado sobre un plano dividido en sectores que corresponden respectivamente a la filosofía y las humanidades. En la publicación original, la imagen aparece acompañada del siguiente texto: 

La cara de los legisladores (azul, fría) nace del lado de la filosofía; la de los abogados (roja, cálida), del lado de las humanidades; la de los jueces (amarilla, templada) tiene puntos en común con ambos.

 Los jueces son entonces los encargados de conectar dos planos: el del ser (lo uno, la norma) y el de los individuos (lo múltiple, los casos), y lo hacen valorando los hechos en el marco de las leyes vigentes.
| legisladores | jueces                               | abogados       |
| el ser       | interpretación valoración aplicación | los individuos |
| lo uno       | interpretación valoración aplicación | lo múltiple    |
| la ley       | interpretación valoración aplicación | los casos      |

Parafraseando a Unamuno, se podría decir que: 

Los legisladores, al poner su atención en lo general y no en el caso individual, no se preocupan por hacer de la verdad consuelo. Los abogados, al ocuparse del caso individual, no tienen la función de hacer del consuelo verdad. Es en las sentencias de los jueces donde se ve lo difícil que es conciliar estos dos enfoques.

Los oficios de legislador y de juez —más antiguos que el de abogado— son una herencia de la etapa prepolítica de la organización social, cuando eran ejercidos respectivamente por líderes religiosos y sacerdotes. Reemplazando "abogados" por "individuos", la alegoría también serviría para describir ese sistema y el que resultó del traslado del poder religioso al poder político en las primeras ciudades.
Las categorías elegidas para agrupar las actividades son amplias. Por "legisladores" se debe entender "diputados, senadores y convencionales constituyentes", es decir, quienes tienen la función de crear leyes, poniendo la razón por encima de las emociones. Por "jueces" se debe entender "jueces de todas las instancias, conjueces, secretarios de juzgado, árbitros y auditores", es decir, quienes tienen la función de valorar hechos y conductas, poniendo la voluntad por encima de las emociones. Por "abogados" se debe entender "apoderados, representantes legales, síndicos, procuradores, fiscales y defensores públicos", es decir, quienes hablan en nombre de una parte con conocimiento de las reglas. Los filósofos del derecho, académicos, juristas y jurisconsultos no están incluidos aquí porque su función es la de desarrollar teorías, formar a los futuros hombres de derecho, analizar prácticas jurídicas para proponer modificaciones del sistema y oficiar de consejeros.
Los "tres costados" del Tetraedro del Derecho representan las tres partes del "mundo jurídico" del que hablaba Werner Goldschmidt: las normas, los valores y las conductas. En consecuencia, esta alegoría da otro punto de apoyo a la teoría trialista. La figura no hace referencia de manera directa a la organización del derecho (estado) ni a la división de poderes. Simplemente trata la cuestión de la formación académica, el lenguaje y el temperamento que deberían tener los actores de los poderes legislativo y judicial, y al respecto recomienda la creación de carreras distintas para cada una de las especialidades. Por lo tanto, no constituye una propuesta de reforma del sistema vigente en muchos países (estado de derecho) sino más bien de ordenamiento de las ideas sobre las que este se funda. Sin embargo, como lo hizo notar Miguel Ángel Ciuro Caldani, la concepción trialista del derecho tiene alcances en el terreno político.
La teoría trialista —aunque desarrollada independientemente— está conceptualmente relacionada con la teoría tridimensional del derecho de Miguel Reale, que postulaba tres dimensiones del fenómeno jurídico: fáctica, normativa y axiológica, y con la tesis de Carlos Fernández Sessarego de 1950, que aludía a tres elementos: hecho, norma y valor, a los que Antonio Enrique Pérez Luño agregó un cuarto, de naturaleza distinta: la historia. Una comparación de todas estas teorías fue hecha por Domingo García Belaunde.